# Зеленево (Хощенський повіт)
Зеленево (пол. Zieleniewo, нім. Sellnow) — село в Польщі, у гміні Бежвник Хощенського повіту Західнопоморського воєводства.
Населення — 463 особи (2011).
У 1975—1998 роках село належало до Гожовського воєводства.

## Демографія
Демографічна структура станом на 31 березня 2011 року:
|          | Загалом | Допрацездатний вік | Працездатний вік | Постпрацездатний вік |
| -------- | ------- | ------------------ | ---------------- | -------------------- |
| Чоловіки | 237     | 42                 | 177              | 18                   |
| Жінки    | 226     | 45                 | 141              | 40                   |
| Разом    | 463     | 87                 | 318              | 58                   |